# Autoinyector de epinefrina

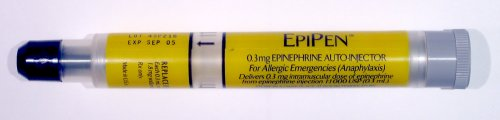
Un epipen.

Un autoinyector de epinefrina o lápiz de epinefrina es un aparato médico en forma similar a un lápiz con una jeringa y aguja hipodérmica usado para administrar una dosis medida de epinefrina (también conocido como adrenalina) usando la tecnología de autoinyectores. La mayor incidencia de su uso es para el tratamiento de reacción alérgica aguda para evitar o detener el shock anafiláctico.
En España existen dos autoinyectores de adrenalina comercializados bajo las marcas Jext y Altellus.